# Herbertia amatorum
Herbertia amatorum là một loài thực vật có hoa trong họ Diên vĩ. Loài này được C.H.Wright miêu tả khoa học đầu tiên năm 1907.